# Assam Agricultural University
Assam Agricultural University är ett universitet i Indien.   Det ligger i distriktet Jorhat och delstaten Assam, i den östra delen av landet, 1 700 km öster om huvudstaden New Delhi. Assam Agricultural University ligger 125 meter över havet.